# Ernst Dürrfeld

Ernst Dürrfeld im Reichstagshandbuch 1936

Ernst Dürrfeld (* 19. Oktober 1898 in Heiligenwald; † 23. April 1945 in Tübingen) war ein deutscher Politiker (NSDAP) und Oberbürgermeister von Saarbrücken.

## Leben
Ernst Dürrfeld war der Sohn eines Bergmanns. Nach dem Besuch der Volksschule arbeitete er 1913/1914 auf einer Zeche, um dann an einer Militärvorbereitungsanstalt ausgebildet zu werden. Anschließend nahm er am Ersten Weltkrieg teil, aus dem er als Kriegsversehrter zurückkehrte. Nach seiner Demobilisierung im März 1919 wurde er Hilfsgrubenwächter. Von April 1923 bis September 1925 war er als Geldzähler in der Reichsbanknebenstelle in Saarbrücken tätig. Seit 1922 Mitglied der NSDAP war er an der Gründung der Parteizeitung Saardeutsche Volksstimme beteiligt. Während des NSDAP-Verbots gehörte er ab April 1925 dem nationalsozialistischen Saardeutschen Volksbund an. Wegen nationalsozialistischer Betätigung wurde er 1926 aus dem Saargebiet ausgewiesen.
Dürrfeld war in Kaiserslautern ab Juni 1926 NSDAP-Ortsgruppenleiter, ab Oktober 1928 kommissarisch Kreisleiter, zum 1. Mai 1929 trat er der NSDAP offiziell wieder bei (Mitgliedsnummer 133.743). Von 1929 bis 1931 war er Bezirksleiter und danach bis Ende Februar Kreisleiter. Ab Juli 1926 war er bei der Stadtverwaltung in Kaiserslautern tätig. Zunächst Stadtverordneter wurde Dürrfeld am 1. Januar 1930 Führer der NSDAP-Fraktion im Stadtrat von Kaiserslautern. Im März 1933 wurde er als Mitglied der SA Sonderkommissar der OSAF in der Stadt Kaiserslautern.
Nach der nationalsozialistischen Machtergreifung wurde Dürrfeld  am 1. Mai 1933 bei der Stadtverwaltung Kanzleisekretär und Anfang Mai 1934 zum Zweiten Bürgermeister von Kaiserslautern ernannt. Im Mai 1935 wurde er mit dem Posten des Oberbürgermeisters von Saarbrücken betraut, jedoch am 2. September 1937 entlassen und zum 31. Dezember des Jahres in den Ruhestand versetzt. Grund waren Dürrfelds mangelnde Verwaltungserfahrung sowie seine stadtbekannten Trinkgelage. Von März 1935 bis September 1937 war er des Weiteren NSDAP-Kreisleiter Saarbrücken-Stadt. Von Juli 1935 bis Dezember 1937 war er zudem Aufsichtsratsvorsitzender der Ferngasgesellschaft Saar.
Am 1. März 1935 zog Dürrfeld gemäß dem Artikel 2 des Gesetzes über die Vertretung des Saarlandes im Reichstag vom 30. Januar 1935 nachträglich in den im November 1933 gewählten Reichstag (Zeit des Nationalsozialismus) ein, dem er in der Folge bis zum Ende der NS-Herrschaft im Frühjahr 1945 zunächst als Abgeordneter für den Wahlkreis Saarland und ab 1936 für den Wahlkreis 27 (Rheinpfalz-Saar) angehörte.
Nach dem Anschluss Österreichs war er im Frühjahr 1938 stellvertretender Gauwahlleiter im Gau Wien und leitete ab Oktober 1938 die Umschulungslager für Nichtarier beim Reichskommissar für die Wiedervereinigung Österreichs mit dem Deutschen Reich. Während des Zweiten Weltkrieges war er im deutsch besetzten Polen von 1940 bis 1944 Wirtschaftsberater und als Dezernent Leiter des Finanzwesens bei der Stadtverwaltung Warschau. Zudem war er ab 1942 für den Bereich Stadtwerke und Verkehrsbetriebe der Stadt zuständig. Im Juli 1944 überlebte er ein Attentat der Akcja Główki. Von Oktober 1944 bis zum Kriegsende war er im Reichsministerium für Rüstung und Kriegsproduktion tätig. Bei der NSKK erreichte er Ende Januar 1944 den Rang eines Oberführers.
Seine Witwe Else Dürrfeld geb. Brunn scheiterte im Juli 1950 mit dem Versuch, Ansprüche auf Hinterbliebenen-Versorgung im Rahmen der beamtenrechtlichen Regelungen geltend zu machen. Allerdings blieb ihr die nach dem Kriegsopfergesetz zustehende Rente aufgrund der Schwerkriegsbeschädigung Dürrfelds erhalten. Ein Saarbrücker Bankkonto Dürrfelds in Höhe von 26.000 RM wurde dagegen von der Spruchkammer in der Entnazifizierung eingezogen.